# USS Kennison (DD-138)
USS Kennison (DD–138) là một tàu khu trục thuộc lớp Wickes của Hải quân Hoa Kỳ trong giai đoạn Chiến tranh Thế giới thứ nhất, và tiếp tục phục vụ trong Chiến tranh Thế giới thứ hai trước khi được xếp lại lớp như một tàu phụ trợ AG-83. Nó là chiếc tàu chiến duy nhất của Hải quân Hoa Kỳ được đặt tên theo William Kennison, một sĩ quan hải quân trong cuộc Nội chiến Hoa Kỳ.

## Thiết kế và chế tạo
Kennison được đặt lườn vào ngày 14 tháng 2 năm 1918 tại Xưởng hải quân Mare Island, Vallejo, California. Nó được hạ thủy vào ngày 8 tháng 6 năm 1918, được đỡ đầu bởi cô Elizabeth Riner, và được đưa ra hoạt động vào ngày 2 tháng 4 năm 1919 dưới quyền chỉ huy của Hạm trưởng, Trung tá Hải quân R. P. Enrich.

## Lịch sử hoạt động
Sau khi hoàn tất việc chạy thử máy, Kennison đi đến San Diego, cảng nhà của nó, vào ngày 25 tháng 3 năm 1920. Trong mùa Hè năm đó, nó tham gia các cuộc thử nghiệm ngư lôi và thực tập phòng không. Nó tiếp tục các hoạt động dọc bờ biển và thực hành chiến thuật cho đến ngày 12 tháng 8 năm 1921 khi nó bắt đầu hoạt động với biên chế nhân sự bị cắt giảm. Kennison được cho xuất biên chế tại San Diego vào ngày 22 tháng 6 năm 1922.
Được cho nhập biên chế trở lại vào ngày 18 tháng 12 năm 1939, dưới quyền chỉ huy của Hạm trưởng, Đại úy Hải quân William Giers Michelet, Kennison tham gia các cuộc Tuần tra Trung lập ngoài khơi San Diego từ ngày 6 tháng 5 năm 1940. Từ tháng 6 đến tháng 9, nó thực hiện các chuyến đi huấn luyện quân nhân dự bị trước khi quay lại nhiệm vụ Tuần tra Trung lập vào ngày 14 tháng 10. Chiếc tàu khu trục tiếp tục nhiệm vụ tuần tra dọc theo bờ Tây cho đến khi Hoa Kỳ tham gia Thế Chiến II; và nó làm nhiệm vụ bảo vệ chống tàu ngầm cho các đoàn tàu vận tải đến nhiều cảng California cho đến ngày 22 tháng 9 năm 1944 khi nó lên đường đi Bremerton để được cải biến nâng cấp.
Được xếp lại lớp với ký hiệu lườn AG-83, Kennison quay trở lại San Diego vào ngày 9 tháng 11 năm 1944 để tiếp tục phục vụ. Cho đến hết chiến tranh, nó hoạt động ngoài khơi San Diego như một tàu mục tiêu cho các cuộc thực tập phóng ngư lôi từ máy bay hải quân. Sau chiến tranh nó đi sang vùng bờ Đông, đi đến Norfolk vào cuối tháng 10. Kennison được cho ngừng hoạt động vào ngày 21 tháng 11 năm 1945 tại Portsmouth, Virginia. Nó được bán cho hãng Luria Brothers & Company, Inc. ở Philadelphia, Pennsylvania vào ngày 18 tháng 11 năm 1946 để tháo dỡ.